# Nicolas Dessum
Nicolas Dessum, né le 20 février 1977 à Lyon, est un sauteur à ski français. Il est le premier français à s'être imposé dans une épreuve de Coupe du monde, à Sapporo en 1995 ; il a été rejoint par Coline Mattel qui a gagné à Sotchi en 2012, et aussi à Sapporo en 2013.
Retraité depuis 2006, il a été, pendant plus d'une décennie, le meilleur représentant de son pays.

## Biographie
Nicolas Dessum fait ses débuts dans la Coupe du monde en fin d'année 1993 à Planica (23e), puis dans les Jeux olympiques à Lillehammer en 1994, obtenant son meilleur résultat individuel en trois participations avec une 14e sur le petit tremplin. Durant sa première saison, il se signale avec une quatrième place en Coupe du monde sur son tremplin d'entraînement à Courchevel. Il devient aussi vice-champion du monde junior à Breitenwang.
Le 22 janvier 1995, en remportant le concours de Coupe du monde à Sapporo, il devient le premier  sauteur français vainqueur à ce niveau. Il finit cette saison avec son meilleur classement général avec le douzième rang et sur la Tournée des quatre tremplins avec la cinquième place finale. Deux ans plus tard, il signe son deuxième et ultime podium dans cette compétition en terminant deuxième à Kuopio.
Il obtient ses meilleurs résultats dans les Championnats du monde en 1995 à Thunder Bay, avec une quatrième place par équipes et en 1997 à Trondheim, prenant les neuvième et cinquième places en individuel.
Après la saison 1999-2000, ses classements sont en baisse, et prend part aux Jeux olympiques à Salt Lake City (deux fois 23e) et aux Championnats du monde en 2001, 2003 et 2005.

## Palmarès

### Jeux olympiques
| Épreuve / Édition | Lillehammer 1994 | Nagano 1998 | Salt Lake City 2002 |
| Petit tremplin    | 14e              | 16e         | 22e                 |
| Grand tremplin    | 21e              | 16e         | 23e                 |
| Par équipes       | 6e               |             | 10e                 |

### Championnats du monde
| Épreuve / Édition | Thunder Bay 1995 | Trondheim 1997 | Ramsau 1999 | Lahti 2001 | Val di Fiemme 2003 | Oberstdorf 2005 |
| Petit tremplin    | 50e              | 9e             | 19e         | 22e        | 16e                |                 |
| Grand tremplin    | 16e              | 5e             | 11e         | 26e        | 28e                | 43e             |
| Par équipes       | 4e               |                |             |            |                    |                 |

### Championnats du monde de vol à ski
| Épreuve / Édition | Kulm 1996 | Vikersund 2000 | Harrachov 2002 | Planica 2004 |
| Individuel        | 23e       | 13e            | 37e            | 51e          |

### Coupe du monde
- Meilleur classement général : 12e en 1995.
- 2 podiums individuels : 1 victoire et 1 deuxième place.

#### Classements généraux
| Année | Année | Classement général | Classement général |
| ----- | ----- | ------------------ | ------------------ |
| Année | Année | Class.             | Points             |
| 1994  | 1994  | 23e                | 166                |
| 1995  | 1995  | 12e                | 443                |
| 1996  | 1996  | 46e                | 77                 |
| 1997  | 1997  | 18e                | 328                |
| 1998  | 1998  | 37e                | 130                |
| 1999  | 1999  | 14e                | 454                |
| 2000  | 2000  | 19e                | 282                |
| 2001  | 2001  | 46e                | 68                 |
| 2002  | 2002  | 42e                | 67                 |
| 2003  | 2003  | 64e                | 16                 |
| 2004  | 2004  | 48e                | 49                 |
| 2005  | 2005  | 58e                | 22                 |

### Grand Prix
- 5e du classement général en 2000.